# Мотвиця
Мотвиця, або Мутвиця (пол. Motwica) — село в Польщі, у гміні Соснувка Більського повіту Люблінського воєводства. Населення — 316 осіб (2011).

## Історія

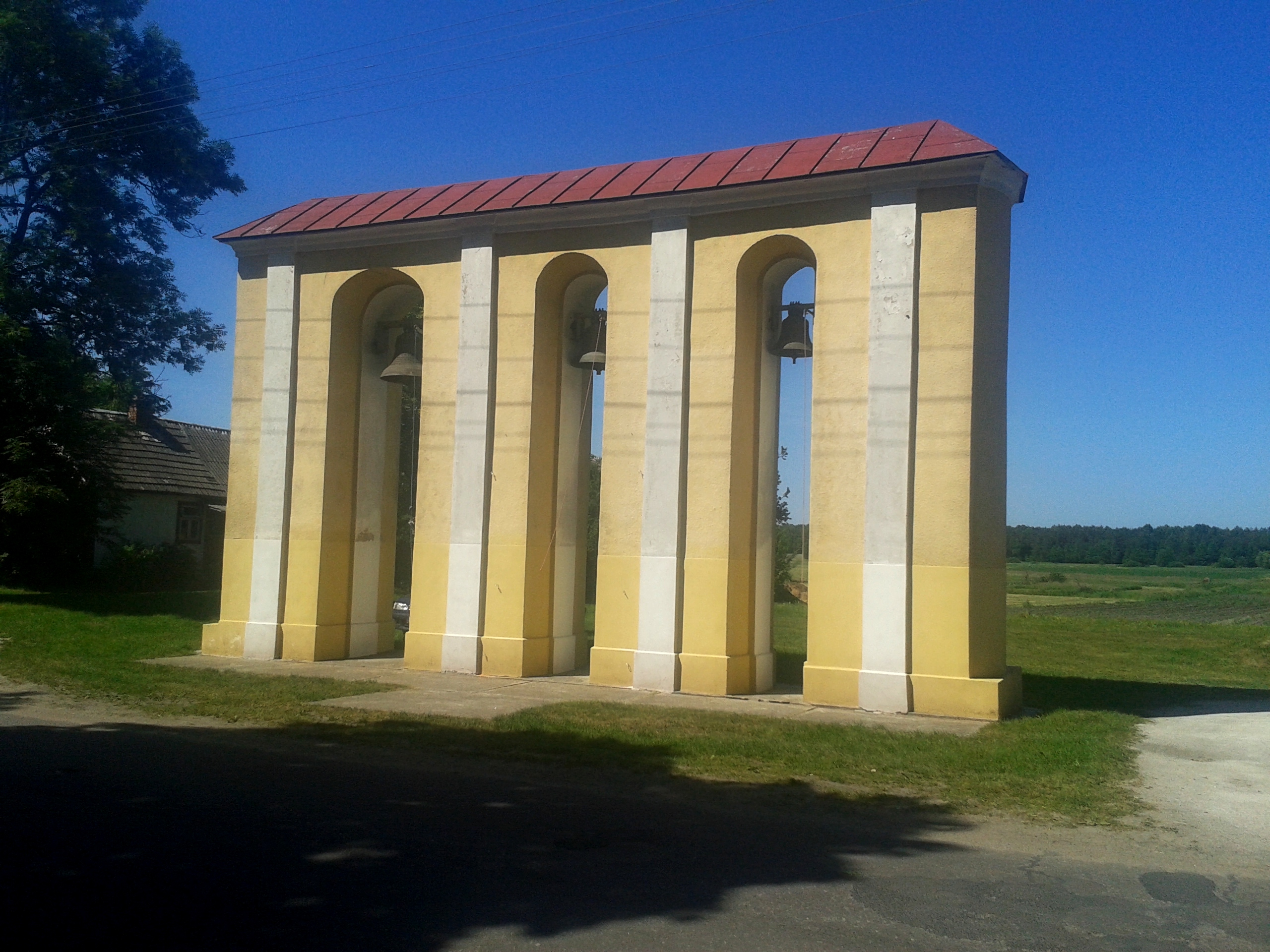
Дзвінниця при церкві

Певний час село належало Сапігам. Їхнім коштом було зведено муровану греко-католицьку церкву. Вперше церква в Мотвиці згадується 1669 року. 1798 року збудовано нову муровану греко-католицьку церкву. Пізніше перейшло у власність коронному стражнику Межеєвському. Від останнього Мотвиці отримали на початку XIX століття Борковські, пізніше їм володіли також Бонтані, Мочульські, Воллович.
У часи входження до Російської імперії належало до гміни Романів Володавського повіту Сідлецької губернії. У 1827 році в селі налічувалося 49 будинків і 339 жителів. 1872 року місцева греко-католицька парафія налічувала 1697 вірян. Наприкінці XIX століття в Мотвиці було 53 доми і 446 мешканців, діяли загальна початкова школа та православна парафіяльна церква. 1903 року відбудовано після пожежі церкву.
У міжвоєнні 1918—1939 роки польська влада в рамках великої акції руйнування українських храмів на Холмщині і Підляшші перетворила місцеву православну церкву на римо-католицький костел.
У 1947 році під час операції «Вісла» польська армія виселила зі села на щойно приєднані до Польщі північно-західні терени багатьох українців, деяким з яких пізніше вдалося повернутися зі заслання.
У 1975—1998 роках село належало до Білопідляського воєводства.

## Населення
Демографічна структура станом на 31 березня 2011 року:
|          | Загалом | Допрацездатний вік | Працездатний вік | Постпрацездатний вік |
| -------- | ------- | ------------------ | ---------------- | -------------------- |
| Чоловіки | 165     | 36                 | 109              | 20                   |
| Жінки    | 151     | 28                 | 75               | 48                   |
| Разом    | 316     | 64                 | 184              | 68                   |

## Пам'ятки
- Колишня мурована греко-католицька церква 1798 року (відбудована 1903 року), нині римо-католицький костел[2]
- Мурована дзвінниця біля церкви з другої половини XVIII століття[2]
- Дерев'яна цвинтарна каплиця початку XX століття[2]